# La villa (telenovela)
La villa es una telenovela producida y transmitida en 1986 por Televisión Nacional de Chile, y dirigida por Ricardo Vicuña.

## Argumento
Ignacio Montes (Tomás Vidiella) es separado de Verónica (Consuelo Holzapfel). Ella quiere demostrar que la mujer puede ser autosuficiente y mantener a sus hijos.
Mara (Gloria Laso) es una mujer brasileña, exmodelo de fotografía casada con Jean Paul Vernier (Persio Donason) un multimillonario involucrado en un lío policial, el cual es asesinado en Río de Janeiro. La mujer huye a Chile, cambiando de identidad, con un importante maletín. 
Y es así como este personaje llega a La Villa, lugar apacible y tranquilo, donde nadie sospecharía que podía estar el verdadero culpable. Pero el suspenso está matizado con situaciones humorísticas que alivianan las tensiones dramáticas. Y es la familia Velasco, residente en La Villa, una de las encargadas de mostrar situaciones tragicómicas. Fresia Viuda de Velasco (Lucy Salgado) es una coqueta y alegre chismosa que siempre está entrometiéndose en las vidas ajenas, ella vive junto a El Chueco Ledesma (José Soza) el típico maestro chasquilla, un clandestino romance que se verá perturbado con la presencia de Elcira Díaz (Myriam Palacios), la empleada doméstica y socia de Fresia.
Por otro lado esta Julia Alcántara (Sonia Viveros), dueña de la villa y está de novia con German Lizárraga (Jaime Azócar), quien no tiene intenciones muy buenas con ella
En febrero de 1993 esta fue retransmitida de lunes a viernes a las 16:00, y las sábados a las 19:30 hrs. hasta el 30 de junio de 1993.

## Elenco
- Tomás Vidiella como Ignacio Montes / Héctor Pereira Ramos.
- Sonia Viveros / Fedora Kliwadenko como Julia Alcántara.
- Consuelo Holzapfel como Verónica Donoso.
- Alejandro Cohen como Diego Luco.
- Gloria Laso como Mara Dupont / Vilma Rios / Dominique.
- Guillermo Altamirano como Francisco Montes.
- Francisca Castillo como Camila Montes.
- Luis Alarcón como Rafael "El Coyote" López.
- Violeta Vidaurre como Corina de López.
- Claudio Reyes como Esteban "Porky" López.
- Víctor Carrasco como Alberto "Fito" López.
- Tichi Lobos como Marcela López.
- Melissa Vicuña como Rosita López.
- Camilo Cavalla como Rafaelito López.
- Lucy Salgado como Fresia viuda de Velasco.
- Myriam Palacios como Elcira Díaz.
- José Soza como Segundo "El Chueco" Ledesma.
- Claudio Valenzuela  como Roberto Peralta.
- Carmen Disa Gutiérrez como María Eugenia "Quenita" Velasco.
- Carlos Valenzuela como Andrés "Andresito" Velasco.
- Maggie Lay como Evelyn de Velasco.
- Luz Jiménez como María Santa de los Ángeles Custodios "Angie" Riveros viuda de Ponce.
- Mario Santander como Rodrigo Gutiérrez.
- Mirta González como Elena Ponce Riveros.
- Elena Muñoz como Mónica Gutiérrez.
- Ernesto Gutiérrez como Gonzalo Ponce Riveros.
- Pedro Villagra como Jorge Acuña.
- Mónica Sifrind como Luisa de Acuña.
- Alberto Castillo como Mauro Acuña.
- Nancy Paulsen como Patty Acuña.
- Sergio Madrid como Víctor Núñez.
- Mariana Prat como Dorita Aldana de Núñez.
- Enrique del Valle como Javier Núñez.
- Eduardo Barril como Jaime Sarleghi.
- Silvia Santelices como Ximena Larralde.
- Solange Lackington como Daniela Sarleghi.
- Vanessa Miller como Carla Sarleghi.
- Jorge Rodríguez como Patricio Sarleghi.
- Roberto Navarrete como Humberto Alcántara / Humberto González.
- Luis Wigdorsky como Guillermo Alcántara.
- Carlos Matamala como  César Álvarez.
- Andrés Rojas Murphy como Serapio.
- Yoya Martínez como Juanita.
- Mario Poblete como Leonardo.
- Jaime Azócar como Germán Lizárraga.
- Patricia Larraguibel como Bernardita Lizárraga.
- Paulina García como María José.
- Carolina Landea como Silvana, compañera de departamento de María José.
- Alex Zisis como Carlos / Saulo Bernier.
- Rodolfo Bravo como Fabian Bermúdez.
- John Knuckey como Bruno Miretti.
- Hugo Medina como Doctor Vinker, director de la Casa de Reposo.
- Raquel Pereira como Olinda, amiga de Angie.
- Sonia Mena como Carmen.
- Sebastián Milos como Benjamín Luco.
- Bárbara Mundt como Sandra, secretaria de Verónica.
- María Teresa Palma como Paula, secretaria de Germán / Inés, agente de Interpol.
- Violeta Contreras como Nury, empleada de Ignacio.
- Emilio Gaete como Sebastián Egaña, padre.
- Silvia Piñeiro como Ana Victoria Barros Jordán.
- Jorge Araneda como médico / Sebastián Egaña, hijo.
- Pamela Fernández como María Trinidad Egaña.
- Domingo Tessier como Héctor Pereyra.
- Luis Cornejo Gamboa / Rodrigo Álvarez como Inspector Sánchez.
- María Izquierdo como Antonia Astorga.
- Guillermo Semler como Valentín Montes.
- Roxana Campos como Fernanda Corral.
- Patricio Strahovsky como Juan Carlos Blanco.
- Rubén Darío Guevara como Thomas.
- Marcela Osorio como Macarena Méndez / Carol.
- Elizabeth Hernández
- Marcela Messina
- Ricardo Vieyra
- Andrea Lamarca como Cecilia.
- Osvaldo Lagos como Liberona.
- Agustín Moya como Alejandro Miranda.
- Roxana Villagra como Ángela.
- Laura Olazabal como Adriana.
- María Angélica Vallejos como Carolina.
- Paulina Silva como Susana.
- Edna Campbell como Mercedes.
- Marcial Edwards como Andrés Gallardo.
- Tamara Sepúlveda como Claudia.
- Elba Alarcón
- Felipe Armas
- Verónica Barriga
- Juan Carlos Cáceres
- Regildo Castro como Óscar Rosales.
- Carol González
- Ronald González
- Armando García
- Pedro Vicuña como uno de los matones de Carlos Vernier.
- Simón Greenwood
- Pablo Krögh como Recepcionista del hotel donde se hospeda Angie / Alfredo Ortega.
- Elisa Morel como Sra. Gillie, enfermera de la Casa de Reposo.
- Ximena Rivas como Mabel, secretaria de Diego.
- Margarita Smith
- Persio Donason como Jean Paul Bernier.
- Óscar Olavarría como Ayudante de Rafael "Coyote" López.
- Lucio Leoz como Dependiente de una joyería.
- Héctor Aguilar como Iván, agente de INTERPOL.
- Olga Jiménez como Puri.
- Eliana Vidiella como Roberta Colombo / Mara Dupont.
- Óscar Hernández como Sacerdote.